# 小山修加
小山 修加（おやま しゅうか、1980年9月25日 -  ）は、日本の元女子バレーボール選手。

## 来歴
中華人民共和国遼寧省撫順市出身。
中学時代は、遼寧省の体育運動学院で、走高跳の選手として活躍。
1996年、日本人の祖母の病気の為、兵庫県明石市に移住。明石市立高丘中学校卒業後、須磨ノ浦女子高等学校でバレーボールを始める。祖母は1998年に逝去し、その後は神戸市に転居。
2001年、久光製薬スプリングスに入団。しかし当時のVリーグでは外国人選手の出場が禁止されていたため、マネージャーとしてチームに携わっていた。
2002年、日本国籍を取得し選手登録される。苗字の「小山」は須磨ノ浦の小笠原仁監督と、久光製薬の山本辰正副部長から一字ずつもらった。名前の「修加」は神社の神主に付けてもらった。
2006年、全日本代表初選出。同年行われた世界バレーには日本のエースとして出場した。このとき、強烈なバックアタックを武器に得点を量産し6位入賞へ導いた。2007年も全日本に選出され、ワールドグランプリに出場した。
2010年7月、現役を引退した。
2019年、GSS東京サンビームズの監督に就任し、V・サマーリーグで指揮を執ったが、2019-20シーズン開幕前にVリーグ登録が抹消となった。

## 人物・プレースタイル
キャッチコピー
あしたのワンジョー。（2006年ワールドグランプリ）
天空鳥人 エア・ワンジョー。（2006年世界選手権）
- 中国名は「王娇（ワンジョウ）」で、そのままチームでのニックネームになっている。正確な中国語表記・発音ではwáng jiāo（ワン ジアオ）となる。
- 走高跳の能力を基礎に持ち、最高到達点315cmにも及ぶ身体能力から繰り出される強烈なバックアタックが持ち味。
- 明るい性格からチームのムードメーカーだった、また得点を決めた時の派手なガッツポーズは彼女の代名詞でもあった。

## 球歴
- 全日本代表 - 2006-2007年、2009年
  - 世界選手権 - 2006年
  - ワールドグランプリ ‐ 2006年、2007年

## 所属チーム
- 須磨ノ浦女子高等学校
- 久光製薬スプリングス（2001-2010年）

## 参考
- 对话日本女排的中国主攻：为打主力加入日本国籍
- 小山修加: 中国出生，日本制造